# Haloxylon salicornicum
Haloxylon salicornicum är en amarantväxtart som först beskrevs av Horace Bénédict Alfred Moquin-Tandon, och fick sitt nu gällande namn av Aleksandr Andrejevitj Bunge och Pierre Edmond Boissier. Haloxylon salicornicum ingår i släktet Haloxylon och familjen amarantväxter. Inga underarter finns listade i Catalogue of Life.